# Bo Gustafson
Bo Lennart Gustafson, född 17 oktober 1935 i Umeå landskommun, död 20 juli 2023, var en svensk arkitekt.
Gustafson avlade studentexamen i Umeå 1954 och utexaminerades från Chalmers tekniska högskola 1960. Han var därefter anställd på stadsarkitektkontoret och Västerbottenskommunernas arkitekt- och byggnadskontor (VAB) i Umeå. Han var också chefsarkitekt på Jan Thurfjell Arkitektkontor AB. Gustafson är gravsatt i askgravlunden på Backens kyrkogård i Umeå.